# 田原康生
田原 康生（たわら やすお、1963年〈昭和38年〉7月8日 - ）は、日本の郵政・総務技官。

## 来歴
千葉県海上郡飯岡町（現・旭市）出身。銚子市立銚子高等学校を経て、慶應義塾大学大学院理工学研究科を修了。1988年（昭和63年）4月、郵政省に入省。入省後、情報通信の技術開発政策などに携わり、内閣官房情報通信技術（IT）担当室主幹、東北総合通信局情報通信部長、独立行政法人情報通信研究機構総務部統括、情報通信政策局技術政策課研究推進室長、総合通信基盤局電気通事業部電気通信技術システム課長、同局電波部移動通信課長、情報通信国際戦略局技術政策課長、総合通信基盤局電波部電波政策課長などを歴任。
2017年（平成29年）7月11日、九州総合通信局長に就任。
2018年（平成30年）7月20日、総務省総合通信基盤局電波部長に就任。
2020年（令和2年）7月20日、総務省サイバーセキュリティ統括官に就任。
2021年（令和3年）7月1日、国際戦略局長に就任。2024年（令和6年）7月5日、辞職。

## 年譜
- 1988年（昭和63年）
  - 4月 - 郵政省入省[8]
  - 4月 - 郵政省電気通信局電波部計画課[8]
  - 7月 - 郵政省電気通信局電波部航空海上課[8]
- 1990年（平成2年）7月 - 郵政省電気通信局電波部計画課[8]
- 1991年（平成3年）6月 - 郵政省電気通信局電波部政策企画室主査[8]
- 1992年（平成4年）7月 - 郵政省通信政策局宇宙通信政策課衛星開発係長[8]
- 1993年（平成5年）7月 - 日本電信電話株式会社国際部主査[8]
- 1995年（平成7年）7月 - 郵政省通信政策局技術政策課標準化推進室課長補佐[8]
- 1997年（平成9年）7月 - 郵政省電気通信局電波部移動通信課無線局検査官[8]
- 2000年（平成12年）7月 - 郵政省電気通信局計画課周波数調整官[8]
- 2001年（平成13年）1月 - 総務省大臣官房企画課課長補佐[8]
- 2002年（平成14年）8月 - 内閣官房情報通信技術（IT）担当室主幹[8]
- 2003年（平成15年）8月 - 総務省東北総合通信局情報通信部長[8]
- 2004年（平成16年）7月 - 独立行政法人情報通信研究機構総務部統括[8]
- 2006年（平成18年）7月 - 総務省情報通信政策局技術政策課研究推進室長[8]
- 2008年（平成20年）7月 - 総務省総合通信基盤局電気通事業部電気通信技術システム課長[8]
- 2010年（平成22年）7月 - 総務省総合通信基盤局電波部移動通信課長[8]
- 2013年（平成25年）6月 - 総務省情報通信国際戦略局技術政策課長[8]
- 2014年（平成26年）7月 - 総務省総合通信基盤局電波部電波政策課長[10]
- 2017年（平成29年）7月 - 総務省九州総合通信局長[11][12]
- 2018年（平成30年）7月 - 総務省総合通信基盤局電波部長[13][14]
- 2020年（令和2年）7月 - 総務省サイバーセキュリティ統括官[6][7]
- 2021年（令和3年）7月 - 総務省国際戦略局長[3][4]
- 2024年（令和6年）7月 - 辞職[5]